# Île Howe
Pour les articles homonymes, voir Île Howe (homonymie) et Howe.
L'île Howe est une île française de l'océan Indien située dans l'archipel des Kerguelen au nord de l'île Foch et proche de l'île Mac Murdo.

## Géographie
L'île mesure environ 8 kilomètres dans sa plus grande longueur et est faiblement accidentée. Lors de son voyage (1928-1929), Edgar Aubert de la Rüe la décrit ainsi : « [...] une île triste et sans beauté. Peu élevée, d'un profil mou, l'île Howe est une suite de collines grisâtres et monotones environnées de tourbières. Ses côtes basses et rocheuses sont frangées de D'Urvillea, puissantes algues aux solides crampons ».

## Histoire
Son nom lui a été donné par le Capitaine James Cook en 1776, lors de son passage à Port-Christmas. Le vicomte Lord Howe était à l'époque Commandant en chef des armées britanniques en Amérique du Nord. L'île est explorée par Pierre Decouz le 22 décembre 1912, et explique dans son rapport que Howe est une des meilleures îles de l'archipel des Kerguelen pouvant contenir 10 000 bêtes à laine.
Ses côtes ont abrité d'importantes colonies d'éléphants de mer qui furent décimées par les chasseurs, notamment américains venus de Nouvelle Angleterre au cours de la seconde moitié du XIXe siècle.
À la suite d'une visite du naturaliste Étienne Peau en 1924, un décret du 3 janvier 1925 érige l'île Howe ainsi que ses voisines les îles Mac Murdo et Briand, en parc national pour la sauvegarde des éléphants de mer, mais les chasseurs ne respectent pas la réserve naturelle comme le dénonce en 1954 Edgar Aubert de la Rüe.
Infestée de lapins amenés par des chasseurs, l'île a de ce fait très peu de végétation lors qu'Aubert de la Rüe la visite en décembre 1928. Des moutons y sont placés vers 1920 mais ne parviennent pas à y survivre, ni à s'y reproduire.